# Vaasan hallintotalo
La maison du pharmacien Lindebäck (finnois : Apteekkari Lindebäckin talo) puis le bâtiment administratif (finnois : Hallintotalo) est édifice construit dans le quartier Keskusta de Vaasa en Finlande.

## Présentation
Dans le nouveau Vaasa, le pharmacien H. Lindebäck fait construire une maison à proximité immédiate de l'église de Vaasa sur l'une des parcelles les plus visibles de la ville. 
Le bâtiment conçu par Carl Axel Setterberg doit abriter la pharmacie et un appartement.
La maison de style Empire avec sa façade aux décorations représentatives.
Au début du siècle, le bâtiment devient la propriété de la ville de Vaasa.
Le bâtiment sera agrandi à deux fois, selon les plans de Carl Schoultz (fi). 
L'administration municipale, le bureau du maire et les archives sont installés dans le bâtiment et le conseil municipal s'y réunit